# Simajauratjah
Simajauratjah är en sjö i Jokkmokks kommun i Lappland och ingår i Luleälvens huvudavrinningsområde. Sjön har en area på 0,232 kvadratkilometer och ligger 421 meter över havet.

## Delavrinningsområde
Simajauratjah ingår i det delavrinningsområde (738843-163620) som SMHI kallar för Mynnar i Pärlälvens vattendragsyta. Medelhöjden är 512 meter över havet och ytan är 60,49 kvadratkilometer. Räknas de 2 avrinningsområdena uppströms in blir den ackumulerade arean 100,07 kvadratkilometer. Alep Uttjajåkkå som avvattnar avrinningsområdet har biflödesordning 4, vilket innebär att vattnet flödar genom totalt 4 vattendrag innan det når havet efter 244 kilometer. Avrinningsområdet består mestadels av skog (65 procent) och sankmarker (34 procent). Avrinningsområdet har 0,44 kvadratkilometer vattenytor vilket ger det en sjöprocent på 0,7 procent.